# Municipio de Ahuatlán
El municipio de Ahuatlán (del nahuatl: ahuatl, tla ‘encina, lugar’‘lugar de encinas’) es uno de los 217 municipios que conforman al estado mexicano de Puebla, localizado en la región suroeste del mismo. Su cabecera municipal es Ahuatlán, y dista a unos 100 km de la capital del estado. Perteneció al distrito de Matamoros hasta 1895, cuando fue erigido como municipio libre.

## Geografía
El municipio de Ahuatlán colinda al norte con el municipio de Teopantlán, al sur con el municipio de Tehuitzingo, al este con el municipio de Coatzingo y Zacapala y al oeste con el municipio de Izúcar de Matamoros. Ahuatlán tiene una extensión de 193.9 km². Se encuentra en el extremo oriental del valle de Matamoros, en la meseta poblana, y limitando con el valle de Atlixco y la sierra de Acatlán. A través del municipio corre el río Atoyac. La mayor parte de su territorio está cubierta por selva baja caducifolia.

## Población
De acuerdo con el II conteo de población y vivienda del INEGI (2005), en este municipio habitan 3,402 personas. Existen 16 localidades, siendo las más importantes la cabecera municipal, con 1023 habitantes; San Lucas Tejaluca, a 8 km de la cabecera y con 1119 habitantes; y Patlanoaya, ubicada a 9 km de la cabecera municipal y con una población de 537 habitantes.

## Cultura
El monumento histórico más importante de este municipio es el templo de San Andrés, y data del siglo XVI. Fue construido por los frailes agustinos. La fiesta principal es la de San Andrés, el 30 de noviembre.

## Economía
En la agricultura, el municipio de Ahuatlán produce principalmente maíz, frijol y cacahuate. Existe la cría de ganado bovino, porcino, caprino, además de cría conejo. Además de contar también con una diversidad de aves. Existen además molinos de nixtamal.

## Gastronomía
Entre las riquezas gastronómicas con las que puedes degustar el paladar con los diferentes platillos tradicionales como lo son mole poblano, el pipián, los tamales, el pan criollo, sus dulces típicos son el jamoncillo y la bebida tradicional es el mezcal.